# Романовский, Сергей Калистратович
Серге́й Калистра́тович Романо́вский (21 октября 1923, дер. Новосельцы, Смоленская губерния — 17 апреля 2003, Москва) — советский, российский государственный деятель и дипломат. Чрезвычайный и полномочный посол.

## Биография
Член ВКП(б) (1943). Окончил МГИМО МИД СССР (1948). Кандидат исторических наук (1968), профессор.
- В 1940—1941 годах — студент первого курса Казанского университета.
- В 1941—1944 годах — служба в РККА, участвовал в боях за Москву и Сталинград; капитан, комбат[3][4].
- В 1944—1948 годах — студент МГИМО.
- В 1947—1954 годах (с перерывами) — заместитель председателя Антифашистского комитета советской молодёжи.
- В 1948—1949 годах — заместитель заведующего иностранным отделом, редактор газеты «Комсомольская правда» по иностранному отделу.
- В 1950—1951 годах — секретарь Всемирной федерации демократической молодёжи от советской молодёжи в Будапеште.
- В 1953 году — постоянный представитель Советской молодёжи в Секретариате ВФДМ.
- В 1954—1959 годах — председатель Антифашистского комитета советской молодёжи (с 1956 — председатель Комитета молодёжных организаций СССР).
- В 1957—1959 годах — секретарь ЦК ВЛКСМ.
- В 1959—1960 годах — заместитель министра культуры СССР.
- В 1960—1962 годах — заместитель председателя Государственного комитета СССР по культурным связям с зарубежными странами.
- С 25 апреля 1962 по 9 октября 1965 года — председатель Государственного комитета СССР по культурным связям с зарубежными странами.
- В 1965—1968 годах — председатель Комитета по культурным связям с зарубежными странами при СМ СССР, председатель Комиссии СССР по делам ЮНЕСКО, член Коллегии МИД СССР.
- С 18 января 1968 по 2 апреля 1975 года — чрезвычайный и полномочный посол СССР в Норвегии (верительные грамоты вручены 27 февраля 1968)[2].
- С 30 апреля 1975 по 30 октября 1984 года — чрезвычайный и полномочный посол СССР в Бельгии (верительные грамоты вручены 23 мая 1975)[2].
- В 1984—1986 годах — первый заместитель председателя Всесоюзного агентства по авторским правам.
- С 22 апреля 1986 по 25 декабря 1991 года — чрезвычайный и полномочный посол СССР в Испании и по совместительству постоянный представитель СССР при Всемирной туристской организации в Мадриде (с сентября 1986).
- В 1992—1993 годах — посол по особым поручениям МИД России.
- В 1993—1997 годах — ректор Дипломатической академии МИД РФ[5].

Депутат Совета Союза (от Закарпатской области) ВС СССР 7-го созыва (1966—1970).
Похоронен на Троекуровском кладбище Москвы.

## Награды
Имел более 30 государственных наград. В том числе:
- Орден Отечественной войны I степени (6 ноября 1985)[8][9].
- Орден Дружбы народов.
- Орден Красной Звезды (22 февраля 1943)[10]. Приказом ВС Западного фронта №: 195 от: 22.02.1943 года секретарь бюро ВЛКСМ 1273-го стрелкового полка 387-й стрелковой дивизии старший лейтенант Романовский награждён орденом Красной Звезды[11].
- Орден «Знак Почёта».
- Памятная юбилейная медаль «Манас-1000» (27 октября 1995 года, Кыргызстан) — за вклад в укрепление дружбы и сотрудничества между народами Кыргызской Республики и Российской Федерации[12].